# Per Ahlmark
Per Ahlmark (Estocolmo, 15 de janeiro de 1939 - Suécia, 8 de junho de 2018) foi um político e escritor sueco. Ele foi o líder do Partido Popular - Os Liberais de 1975 a 1978, e Ministro do Emprego e Vice-Primeiro Ministro do governo sueco de 1976 a 1978. Ele também serviu como membro do parlamento sueco de 1967 a 1978.

## Carreira política
Ahlmark juntou-se à Juventude Liberal da Suécia em 1960 e foi eleito presidente da organização no mesmo ano. Ele serviu como presidente da Juventude Liberal até 1962 e como membro da diretoria do Partido do Povo Liberal de 1960 a 1978. Ele foi eleito membro da câmara alta do parlamento sueco de 1967 a 1969 (representando o eleitorado de Örebro County) e como membro da câmara baixa de 1969 a 1970 (representando o distrito eleitoral do Município de Estocolmo). Após a reforma unicameral na Suécia em 1970/1971, Ahlmark serviu como membro do parlamento unicameral até 1978. Ele também atuou como membro do Conselho da Europade 1971 a 1976, e como vice-presidente do Fundo Martin Luther King de 1968 a 1973.
Em 7 de novembro de 1975, Ahlmark sucedeu Gunnar Helén como líder do Partido do Povo Liberal. de 1975 a 1978. De 1976 a 1978, no primeiro governo não socialista na Suécia em quarenta anos, Ahlmark serviu como Ministro do Emprego e Vice-Primeiro Ministro. Em 7 de março de 1978, Ahlmark retirou-se da política partidária por motivos pessoais. De 1978 a 1981 ele atuou como presidente do conselho do Swedish Film Institute.

## Escritos e opiniões políticas
Ahlmark publicou vários livros políticos e muitas centenas de artigos sobre política, literatura e conflitos internacionais. Durante a década de 1980 publicou três livros de poesia, um romance e dois livros de ensaios. Ele foi colunista do Expressen, então o maior jornal diário da Escandinávia, de 1961 a 1995. De 1997 a 2018 ele foi colunista do Dagens Nyheter, o maior jornal matinal sueco, e um colaborador do Göteborgs-Posten. Em seus escritos, ele acusa a esquerda política na Suécia de não ser crítica em relação aos regimes comunistas totalitários, especialmente após 1968.
Ele era um forte apoiador do estado de Israel. De 1970 a 1997, ele atuou como vice-presidente da Associação de Amizade Suécia-Israel. Ele co-fundou o Comitê Sueco contra o Antisemitismo em 1983 e atuou como seu vice-presidente até 1995. Em 1997, ele fundou a Associação de Amizade Suécia-Taiwan.
Ahlmark serviu como consultor da Fundação Elie Wiesel para a Humanidade desde 1987 e foi membro do conselho da ONG UN Watch, com sede em Genebra, desde 1993.
Em 1994, Ahlmark publicou o livro amplamente debatido Vänstern och tyranniet ("Tyranny and the Left").] Seu próximo trabalho, Det öppna såret ("The Open Sore"), faz um resumo de novas pesquisas sobre democracia e ditadura, respectivamente, em termos de guerra, genocídio / assassinato em massa e fome. Na Suécia sobre a liberdade e seus inimigos. Seu último livro no mesmo campo foi Det är demokratin, idiota! ("It's the Democracy, Stupid!"), Publicado em 2004.
Ahlmark apoiou a invasão do Iraque liderada pelos EUA em 2003 e foi extremamente crítico de Hans Blix (que também é um membro proeminente do Partido do Povo Liberal Sueco e serviu como vice-presidente de Ahlmark na Juventude Liberal da Suécia). Em um artigo no The Washington Times, Ahlmark descreveu Blix como politicamente "fraco e facilmente enganado" e um "covarde".